# Pápi Júnior
Antônio Pápi Júnior (Rio de Janeiro, 28 de agosto de 1854 — Fortaleza, 30 de novembro de 1934) foi um escritor e professor brasileiro, radicado no Ceará, patrono na Cadeira 5 do Silogeu deste estado.

## Biografia
Filho de pai austríaco e mãe portuguesa, quase nada se sabe sobre a sua infância, passada no Rio de Janeiro, onde nasceu. Seus biógrafos iniciam sua trajetória a partir da vida militar, quando assentou praça voluntariamente aos 16 anos.
Raimundo Girão aponta a insubmissão como o traço mais predominante de sua vida. Sofreu várias repreensões e prisões até que fosse transferido para Fortaleza em 1875.
É considerado pelos críticos como um dos mais representativos escritores regionalistas da literatura brasileira e sobretudo cearense, já que mesmo sendo carioca, se radicou no Ceará aos vinte anos como praça do exército. Logo chegaria ao posto de sargento, mas por motivos de saúde, encerrou essa carreira passando ao comércio e subsequentemente ao magistério, lecionando História do Brasil e Português no Liceu.
Foi partícipe ativo da campanha abolicionista e das lutas republicanas. Vem a fazer parte da Academia Cearense de Letras em 1922, a sua revelia inicialmente, e sem escolher patrono. Isso somente se faz em 1930, quando escolhe o patrocínio de Manuel de Oliveira Paiva. Atualmente Pápi Júnior é patrono da cadeira número 5. A Academia Cearense de Letras editou ainda os seus contos em 1954. Sua obra mais importante é O Simas.

## Obras
- 1898 Adolfo Caminha e sua obra literária, conferência;
- 1898 O Simas, romance naturalista, reeditado em 1975;
- 1910 Exorcismo, conto;
- 1914 Gêmeos, romance;
- 1920 Sem Crime, romance;
- 1925 Teatro, poemas, cujos nomes são Romance Antigo e Coroa;
- 1927 A Casa dos Azulejos, romance;
- 1931 Almas Excêntricas, romance;
- 1954 Contos, (post mortem), Fortaleza, Academia Cearense de Letras, A. Batista Fontenele;